# Brie Bella
Brianna Monique Danielson (z domu Garcia-Colace, ur. 21 listopada 1983 w Scottsdale, Arizona) – emerytowana amerykańska profesjonalna wrestlerka, która znana jest najbardziej ze swoich występów w federacji WWE w latach od 2007 do 2012 oraz od 2013 do 2023, gdzie występowała pod pseudonimem ringowym Brie Bella. 
Przez większość swojej kariery zapaśniczej współpracowała ze swoją siostrą bliźniaczką, Nikki Bellą w tag teamie o nazwie The Bella Twins. Za swoje osiągnięcia podczas swojej kadencji w WWE, które uwzględniają jednokrotne zwycięstwo WWE Divas Championship przez Brie w 2011 roku, oraz zasługi sprzyjające rozwojowi dywizji kobiet zostały wspólnie wprowadzone jako tag team do galerii sław WWE Hall of Fame w 2020 roku. 
Bella ogłosiła rezygnację z występów w ringu w marcu 2019, aczkolwiek wystąpiła okazjonalnie w dwóch żeńskich Royal Rumble matchach; w 2021 i 2022 roku. Wraz z Nikki zdecydowały opuścić WWE w 2023 roku i skupić się na innych zawodowych przedsięwzięciach pod nowymi pseudonimami - Nikki i Brie Garcia; wspólnie znane od tamtego momentu jako The Garcia Twins. 
W życiu prywatnym Garcia jest żoną Bryana Danielsona, wrestlera występującego w amerykańskiej federacji All Elite Wrestling. Pobrali się 11 kwietnia 2014. Mają razem dwójkę dzieci - córkę Birdie (ur. 2017) oraz syna Buddy'ego (ur. 2020). 

## Inne media
Od 2013 do 2019, Brie wraz ze swoją siostrą Nikki były częścią głównej obsady reality show Total Divas, w którym przedstawiano codzienne życie czołowych zapaśniczek WWE. Siostry otrzymały własny spin-off programu zatytułowany Total Bellas w 2016 roku. Ponadto, od 2019 prowadzą razem podcast w sieci Endeavour Audio Network, który nazywa się The Nikki & Brie Show. Przed ich odejściem z WWE figurował pod nazwą The Bellas.
Garcia pojawiła się jako Brie Bella w dwunastu grach video WWE jako grywalna postać, pojawiając się po raz pierwszy w SmackDown vs. Raw 2010, a następnie w SmackDown vs. Raw 2011, WWE '12 (jako DLC), WWE '13, WWE 2K14 (jako DLC), WWE 2K15, WWE 2K16, WWE 2K17, WWE 2K18, WWE 2K19, WWE 2K20, WWE 2K Battleground oraz WWE 2K23. 

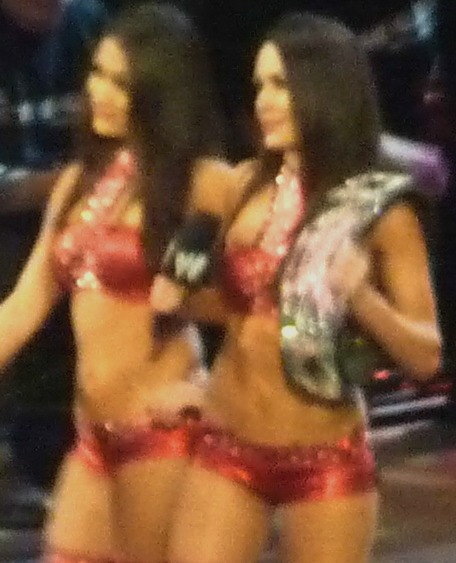
Brie (po prawej) z pasem WWE Divas Championship oraz jej siostra Nikki (po lewej) w 2011 roku.

## Mistrzostwa i osiągnięcia
- WWE
  - WWE Divas Championship (1 raz)[27]
  - WWE Hall of Fame (2020) – z Nikki Bellą jako część The Bella Twins